# IEEE 802
IEEE 802 — группа стандартов семейства IEEE, касающихся локальных вычислительных сетей (LAN) и сетей мегаполисов (MAN).
В частности, стандарты IEEE 802 ограничены сетями с пакетами переменной длины. Число 802 являлось следующим свободным номером для стандарта, хотя часто ассоциируется с датой принятия стандарта — февраль 1980 года.
Службы и протоколы, указанные в IEEE 802, находятся на двух нижних уровнях (канальный и физический) семиуровневой сетевой модели OSI. Фактически IEEE 802 разделяет канальный уровень OSI на два подуровня — Media Access Control (MAC) и Logical Link Control (LLC). Таким образом, уровни располагаются в следующем виде:
- Канальный уровень
  - Подуровень LLC
  - Подуровень MAC
- Физический уровень

Семейство стандартов IEEE 802 поддерживается комитетом по стандартам IEEE 802 LAN/MAN Standards Committee (LMSC). Наиболее часто используются для семейства Ethernet, Token Ring, беспроводной LAN, мостов и сетей с виртуальными мостами (Virtual Bridged LANs). Каждая отдельная рабочая группа работает в своей области стандарта.

## Рабочие группы
| название      | описание | примечание                                   |
| ------------- | --- | -------------------------------------------- |
| IEEE 802.1    | Управление сетевыми устройствами и их взаимодействие                                                                                          |                                              |
| IEEE 802.2    | Logical Link Control (LLC) | Не активна                                   |
| IEEE 802.3    | Технология Ethernet |                                              |
| IEEE 802.4    | Маркерная шина Token bus | Расформирована                               |
| IEEE 802.5    | Определяет MAC-уровень для маркерного кольца                                                                                                  | Не активна                                   |
| IEEE 802.6    | Городские сети (MAN) | Расформирована                               |
| IEEE 802.7    | Широкополосная передача по коаксиальному кабелю                                                                                               | Расформирована                               |
| IEEE 802.8    | Волоконно-оптические сети | Расформирована                               |
| IEEE 802.9    | Интегрированные сети передачи речевых сообщений и данных                                                                                      | Расформирована                               |
| IEEE 802.10   | Сетевая безопасность | Расформирована                               |
| IEEE 802.11   | Беспроводные локальные сети (WLAN), продвигается под брендом Wi-Fi                                                                            |                                              |
| IEEE 802.12   | 100BaseVG | Расформирована                               |
| IEEE 802.13   | Не используется | Зарезервировано для разработки Fast Ethernet |
| IEEE 802.14   | Кабельный модем | Расформирована                               |
| IEEE 802.15   | Wireless PAN |                                              |
| IEEE 802.15.1 | Bluetooth certification |                                              |
| IEEE 802.15.2 | Сосуществование стандартов IEEE 802.15 и IEEE 802.11                                                                                          |                                              |
| IEEE 802.15.3 | Сверхширокополосные WirelessPAN (e.g., UWB, etc)                                                                                              |                                              |
| IEEE 802.15.4 | Физический уровень и управление доступом к среде для беспроводных персональных сетей с низким уровнем скорости (Low-rate WPAN). Пример Zigbee |                                              |
| IEEE 802.15.5 | Mesh networking для WPAN |                                              |
| IEEE 802.15.6 | Body area network |                                              |
| IEEE 802.16   | Беспроводная городская сеть (WiMAX-сертификация)                                                                                              |                                              |
| IEEE 802.16e  | (Мобильные) Широковещательные беспроводные сети                                                                                               |                                              |
| IEEE 802.16.1 | Служба местного многоточечного распределения                                                                                                  |                                              |
| IEEE 802.17   | Эластичное кольцо пакетов |                                              |
| IEEE 802.18   | Радиорегулирование |                                              |
| IEEE 802.19   | Сосуществование сетей |                                              |
| IEEE 802.20   | Мобильный широковещательный беспроводной доступ                                                                                               |                                              |
| IEEE 802.21   | Media Independent Handoff |                                              |
| IEEE 802.22   | Местные беспроводные сети |                                              |
| IEEE 802.23   | Рабочая группа чрезвычайных сервисов | Новая (март, 2010)                           |
| IEEE 802.24   | Smart Grid TAG | Новая (ноябрь, 2012)                         |
| IEEE 802.25   | Omni-Range Area Network | Еще не ратифицировано                        |